# 메즈칼

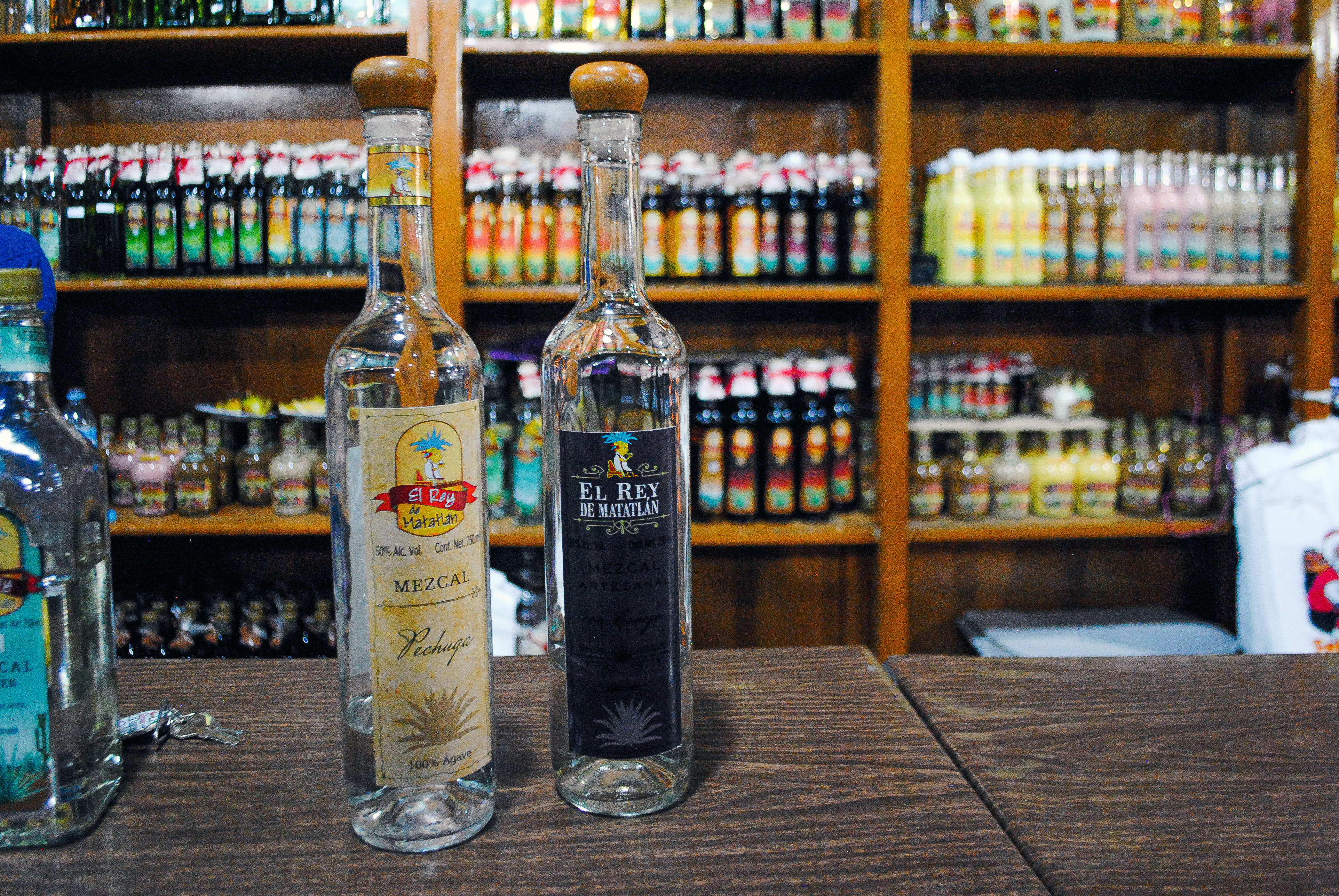
메즈칼

메즈칼(스페인어: Mezcal)은 용설란으로 만든 증류주이다. 메즈칼이라는 단어는 "오븐으로 요리된 용설란"을 의미하는 나와틀어 멕스칼리(Mexcalli)에서 유래했으며, 전통적으로 "메즈칼"이라는 단어는 멕시코에서 모든 용설란 증류주를 위해 일반적으로 사용되어 왔으며, 이 증류주들이 법적으로 "메즈칼"로 인증되었는지, 여부에 관계없이 많은 용설란 증류주들에 계속 사용되고 있다, 그리고 그것은 또한 장인의 기원의 음료로 여겨진다.
용설란은 아메리카 대륙의 토착종이며 장식용 식물로서 전 세계적으로 발견되었다. 메즈칼의 70% 이상이 멕시코 오아하카주에서 만들어지지만, 현재는 국내 및 국제 시장을 위해 멕시코 전역에서 생산 및 상업화되고 있다.
21세기에도, 메즈칼은 200년 전과 거의 같은 방식으로 생산되며, 용설란(아가베)의 잎파리를 잘라내고 남은 피냐로 만들어진다. 피냐의 외관은 파인애플과 비슷하게 생겼으며 용설란의 심장으로 불리우기도 한다. 멕시코에서 메즈칼은 일반적으로 스트레이트로 소비되며 강한 스모키 맛이 있다. 다른 종류의 메즈칼은 데킬라만큼 인기가 없지만, 멕시코는 대부분 일본과 미국으로 제품을 수출하고 있으며, 최근에는 한국에도 일부 브랜드가 수입되고있다.

## 같이 보기
- 칼루아
- 멕시코 요리